# Gnetum buchholzianum
Gnetum buchholzianum là một loài thực vật hạt trần trong họ Gnetaceae. Loài này được Engl. mô tả khoa học đầu tiên năm 1908.